# Echinocereus triglochidiatus

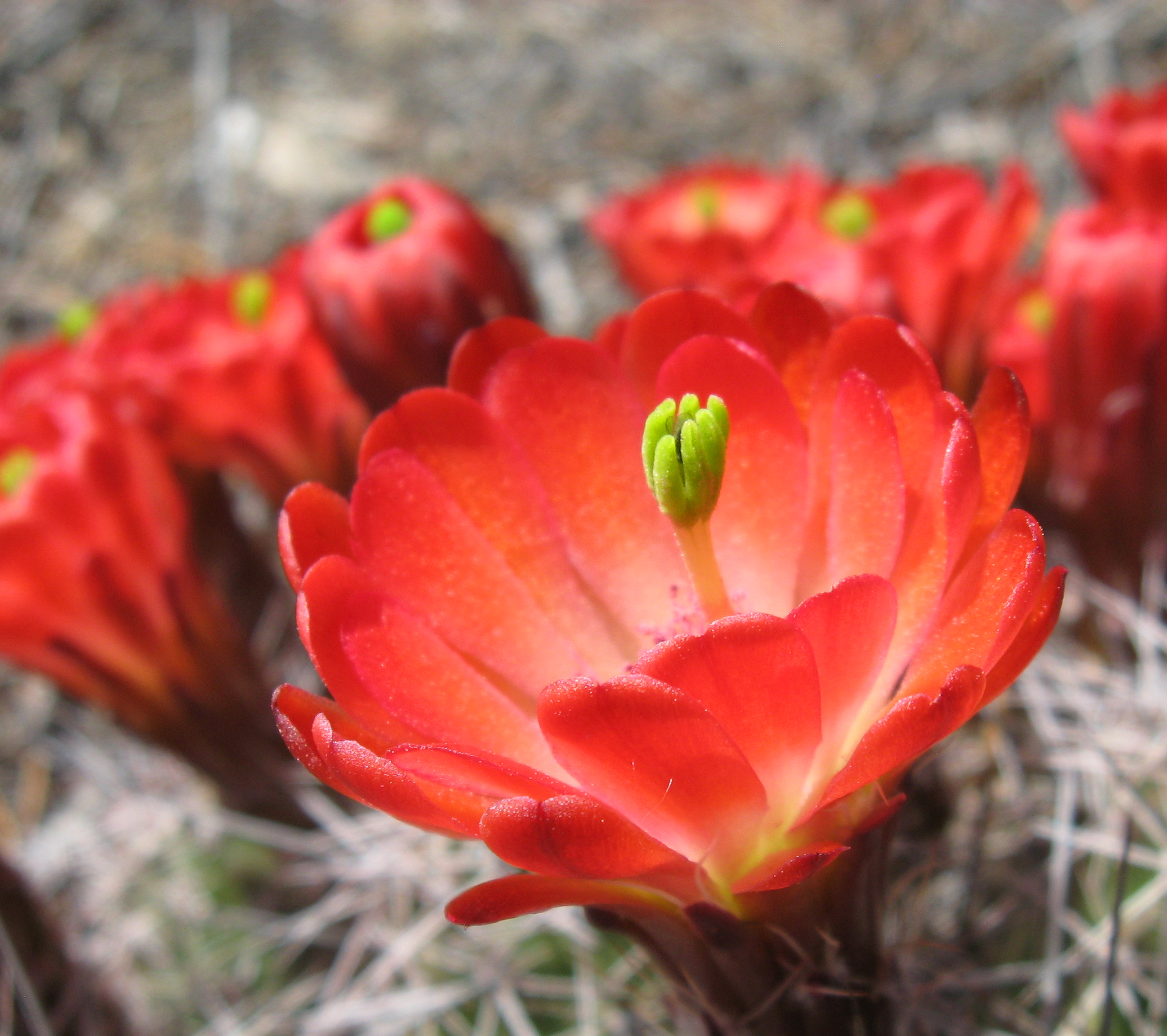
Blüte

Echinocereus triglochidiatus ist eine Pflanzenart in der Gattung Echinocereus aus der Familie der Kakteengewächse (Cactaceae). Das Artepitheton triglochidiatus leitet sich von den griechischen Worten tri- für ‚drei‘ sowie glochis, glochidos für ‚Pfeilspitze‘ ab und verweist auf die häufig vorhandenen drei Hauptdornen der Art. Englische Trivialnamen sind „Black-Spine Claret-Cup Cactus“, „Claret-Cup Cactus“, „King’s Crown Cactus“, „Robust Claret-Cup Hedgehog“, „Spineless Hedgehog“, „White-Spined Claret-Cup Hedgehog“.

## Beschreibung
Echinocereus triglochidiatus wächst fast immer reichlich sprossend und bildet häufig Polster, die Durchmesser von über 1 Meter erreichen und aus bis zu 500 Trieben bestehen können. Die hellgrünen bis bläulich grünen, eiförmigen bis zylindrischen Triebe sind 5 bis 40 Zentimeter lang und weisen Durchmesser von 5 bis 15 Zentimeter auf. Es sind fünf bis zwölf Rippen vorhanden, die eine gerade Kante aufweisen oder gehöckert sind. Die ein bis vier Mitteldornen lassen sich nur schwer von den Randdornen unterscheiden. Die  bis zu 22 drehrunden oder abgeflachten, gelben bis dunklen Randdornen, die auch fehlen können, sind 1 bis 7 Zentimeter lang.
Die röhrenförmig-trichterförmigen Blüten sind leuchtend orangerot bis dunkelrot und besitzen einen weißen Schlund. Sie erscheinen deutlich unterhalb der Triebspitzen und bleiben mehrere Tage geöffnet. Die Blüten sind 3 bis 9 Zentimeter lang und erreichen Durchmesser von 2,5 bis 7 Zentimeter. Die kugelförmigen bis verkehrt eiförmigen Früchte werden etwas rosafarben oder rötlich. Die auf ihnen befindlichen Dornen fallen ab.

## Verbreitung, Systematik und Gefährdung
Echinocereus triglochidiatus ist im Südwesten der Vereinigten Staaten und im benachbarten Mexiko weit verbreitet.
Die Erstbeschreibung erfolgte 1848 durch George Engelmann. Nomenklatorische Synonyme sind Cereus triglochidiatus (Engelm.) Engelm. (1849), Echinocereus paucispinus var. triglochidiatus (Engelm.) K.Schum. (1898, nom. illeg. ICBN-Artikel 57) und Echinocereus paucispinus f. triglochidiatus (Engelm.) Schelle (1907, nom. illeg. ICBN-Artikel 57).
Es werden folgende Unterarten unterschieden:
- Echinocereus triglochidiatus subsp. triglochidiatus
- Echinocereus triglochidiatus subsp. mojavensis (Engelm. & J.M.Bigelow) W.Blum & Mich.Lange

In der Roten Liste gefährdeter Arten der IUCN wird die Art als „Least Concern (LC)“, d. h. als nicht gefährdet geführt.

## Nachweise